# Ben Dunkelman
Ben Dunkelman né en 1913 et décédé le 11 juin 1997, est un militaire canadien, volontaire au sein du Mahal lors de la guerre israélo-arabe de 1948.

## Biographie
Ses parents sont polonais. Son père David Dunkelman fonde les supermarchés 'Dylex'. Il grandit au nord  est de Toronto et étudie au Upper Canada College. À 18 ans, il part travailler dans un kibboutz en Palestine et retourne à Toronto en 1933.
En 1939, il s'engage dans la Marine royale canadienne. Il est promu major en 1944, il débarque à Juno Beach le 6 juin 1944. Il participe à la Bataille de l'Escaut.
Après la guerre il quitte l'armée et retourne au Canada. En 1948, il part pour Israël et reçoit le commandement de la 7e brigade lors de l'Opération Dekel.
À la suite de la prise de Nazareth par sa brigade, il refuse l'ordre d'expulser les civils arabes de la ville.
Durant la guerre, il rencontre Yael Lifshitz, une autre volontaire, qu'il épouse. Ensemble, ils retournent à Toronto après la guerre. Bundelman travaille pour l'entreprise familiale (Dylex) qu'il vend en 1967.